# Sherlock (canção)
Sherlock (Clue + Note) (em coreano: Sherlock•셜록 (Clue + Note); em japonês: シャーロック) é o primeiro single do quarto EP da boy band sul-coreana SHINee. A canção foi escrita por Rocky Morris, Thomas Eriksen, Thomas Troelsen, Rufio Sandilands e a letra por Jo Yoon Gyung. Foi Lançada em 19 de março de 2012, dois dias após o lançamento do álbum. A canção ganhou uma versão japonesa, lançada em 16 de maio de 2012.

## Desempenho nas paradas
A canção foi um sucesso instantâneo na Coreia do Sul. "Sherlock" foi baixado mais de 1,5 milhões de vezes. Shinee também ganhou muita atenção em paradas musicais mundiais, como nos Estados Unidos, Canadá, Reino Unido e França, e alcançou o 8º lugar no iTunes Top Albums Chart. Eles também chegaram a 1° posição no Japão, 9° no Canadá, e 10° no Mexican iTunes Chart.
| Tabela                         | Melhor Posição |
| ------------------------------ | -------------- |
| Gaon Weekly singles            | 1              |
| Gaon Monthly singles           | 1              |
| Gaon Download Singles chart    | 1              |
| K-Pop Billboard Weekly singles | 3              |

## Versão japonesa
Em 2 de abril de 2012, EMI Music Japan anunciou que Shinee lançaria a versão japonesa de Sherlock (Clue + Note) como seu quarto single japonês e canção original em japonês "Keeping love again" como B-side. Foi lançado em duas versões

### Lista de faixas
| N.º            | Título                         | Letras            | Música                                                          | Duração |  |
| 1.             | "Sherlock" (versão em japonês) | Natsumi Kobayashi | Rocky Morris, Thomas Eriksen, Thomas Troelsen, Rufio Sandilands | 3:57    |  |
| 2.             | "Keeping Love Again"           | Sara Sakurai      | Darren Martyn, Shikita                                          | 3:54    |  |
| Duração total: | Duração total:                 | Duração total:    | Duração total:                                                  | 7:51    |  |

| DVD (Type A) |                                                   |         |  |
| N.º          | Título                                            | Duração |  |
| 1.           | "Sherlock" (versão em japonês) (Music video)      |         |  |
| 2.           | "Sherlock" (Jacket & Music Video Shooting Sketch) |         |  |

### Desempenho nas paradas

#### Oricon Chart
| Laçamento       | Oricon Chart          | Posição | Vendas de estreia                               | Total de vendas |
| --------------- | --------------------- | ------- | ----------------------------------------------- | --------------- |
| 16 de maio 2012 | Daily Singles Chart   | 2       | 28,045 (Diário) 48,990 (Semanal) 68,291 (Anual) | 68,291+         |
| 16 de maio 2012 | Weekly Singles Chart  | 2       | 28,045 (Diário) 48,990 (Semanal) 68,291 (Anual) | 68,291+         |
| 16 de maio 2012 | Monthly Singles Chart | 9       | 28,045 (Diário) 48,990 (Semanal) 68,291 (Anual) | 68,291+         |
| 16 de maio 2012 | Yearly Singles Chart  | 120     | 28,045 (Diário) 48,990 (Semanal) 68,291 (Anual) | 68,291+         |

### Vídeo musical
O vídeo de"Sherlock" foi lançado em 22 de março. O vídeo da música é praticamente mesmo da versão coreana, exceto a diferença de linguagem. O vídeo da música foi dirigido por Cho Suhyun que vem trabalhando com o grupo também em "Ring Ding Dong" e "Mirotic", do TVXQ. A coreografia foi criada por Tony Testa que coreografou Michael Jackson em sua última turnê "This is It", e também trabalhou com Kylie Minogue em Aphrodite World Tour.